# Microscopie en champ sombre

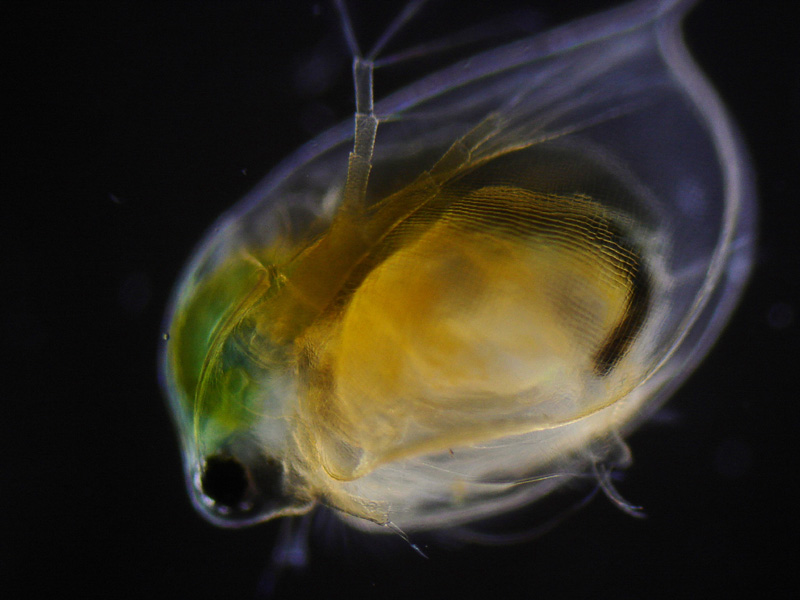
1 - Un branchiopode éclairé en champ sombre

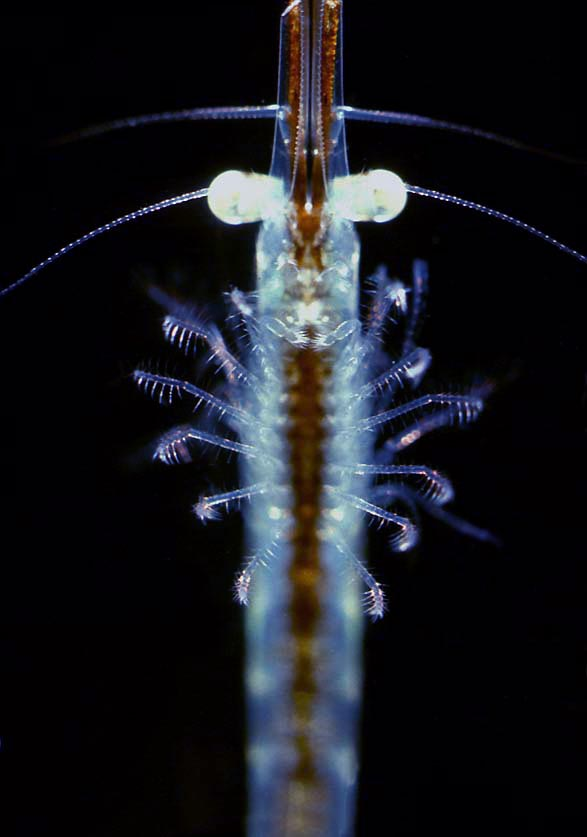
2 - Un peracarida (mysidacé) éclairé en champ sombre

La microscopie en champ sombre est une variante de la microscopie optique connue déjà depuis plus de 250 ans. Elle conduit à un arrière-plan sombre de l'image, sur lequel les structures à observer se détachent en clair.  On peut ainsi obtenir d'échantillons transparents, avec un faible contraste, des images bien résolues, contrastées, sans nécessiter une coloration préalable de l'objet. Même des échantillons vivants sont observables ainsi. Jusqu'au développement de la microscopie à contraste de phase dans les années 1930, la microscopie à fond sombre était la seule méthode de renforcement du contraste pour des objets non colorés. Pour la différencier de la microscopie à fond sombre, la technique de microscopie optique « normale » est désignée par microscopie à fond clair.
Le principe de la microscopie à fond sombre repose sur le fait que les objets ne font pas qu'absorber la lumière, mais aussi qu'ils en dévient une partie. Si l'éclairage est disposé de  façon que les rayons directs, non déviés, n'atteignent pas l'objectif, l'observateur ne voit que des rayons déviés. Une des causes de déviation est la diffusion de la lumière connue sous le nom d'effet Tyndall sur des petites particules. On observe cet effet par exemple quand la lumière tombe dans une pièce sombre, et que la poussière devient visible dans le rayon lumineux. Même des particules qui sont plus petites que le pouvoir de résolution du microscope dévient la lumière, et se manifestent dans un microscope à fond sombre. On peut ainsi étudier beaucoup de propriétés des particules, comme leur mobilité. Cette application a eu au début du XXe siècle une grande importance.
L'éclairage de l'objet peut avoir lieu à l'opposé de l'objectif (par transmission), du même côté (par réflexion) ou même de côté. Les deux premiers peuvent être utilisés tant pour les microscopes monoculaires que pour les stéréomicroscopes.

## Comparaison entre champ clair et champ sombre

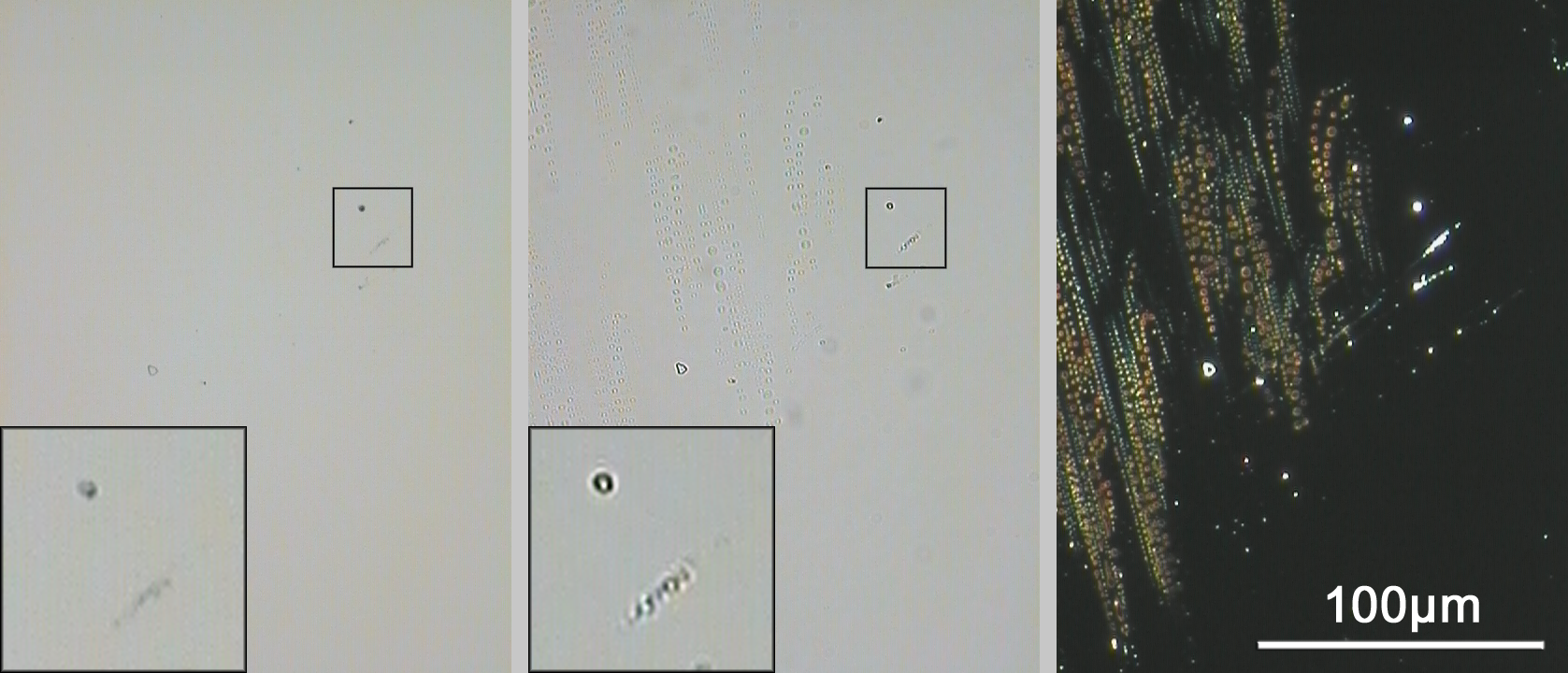
4 - Empreinte digitale sur le porte-objet sous différentes conditions d'éclairage. À gauche, champ clair avec condenseur ouvert, au centre, condenseur fermé, à droite, champ sombre. Les parties encadrées sont reproduites en bas agrandies par trois, pour faire voir les artéfacts de réfraction sur les particules et les rayures avec un diaphragme de condenseur trop fermé. Dans ce cas, des taches foncées apparaissent, qui autrement seraient diffuses. En champ sombre, les traces d'empreintes digitales sont visibles au mieux, les particules et les rayures sont surexposées.

|                                                                             |  |  |
| 3 - Micrographies de papier absorbant : à g. champ clair, à d. champ sombre |  |  |

### Champ clair et champ sombre en éclairage par transmission
L'éclairage par transmission désigne une disposition où l'éclairage de l'objet provient du côté opposé à l'objectif, la lumière traversant l'échantillon (transmission), et atteignant l'objectif. Cette microscopie normale par transmission en champ clair est la variante la plus souvent utilisée en biologie et médecine, et on la trouve aussi dans les microscopes scolaires.
Dans la microscopie par transmission en champ clair, le contraste de l'image arrive surtout par le fait qu'une partie de l'échantillon absorbe  une partie de la lumière projetée, et le domaine concerné apparaît donc plus sombre (Cf. Fig. 3 g.). Mais beaucoup d'objets microscopiques sont largement transparents, ou très petits, et n'absorbent donc que très peu de lumière. Dans le microscope à champ clair, ils ne font qu'un contraste très faible, et sont donc difficiles à repérer devant le fond clair (Cf. Fig. 4, g.). Mais ces objets peuvent dévier la lumière, c'est-à-dire changer la direction de certains rayons, par diffusion Rayleigh, par réfraction, par diffraction  et/ou réflexion. En éclairage en champ clair, ces déviations ne s'observent pratiquement pas, parce que l'intensité des rayons déviés est bien plus faible que celle du fond clair. On peut augmenter le contraste en champ clair dans certaines limites, en prenant un diaphragme plus étroit dans la voie de l'éclairage (diaphragme sur le condenseur) (Cf. Fig. 4, c.). Mais cela renforce les aberrations, et il se forme au bord des objets des motifs de diffraction gênants (Cf. les petits extraits de la Fig. 4).
En microscopie par transmission en champ sombre, l'échantillon est éclairé de derrière de telle façon que l'éclairage ne tombe pas directement dans l'objectif. Seule la lumière déviée par l'échantillon atteint l'objectif. Le fond de l'image apparaît donc sombre, tandis que les objets de l'échantillon paraissent clairs (Cf. Figs. 3 et 4, d.). Ceci fonctionne aussi et surtout pour des échantillons très transparents. Alors que les différences de brillance de la lumière déviée sont difficiles à reconnaître en champ clair, en raison de la haute brillance du fond, ces différences apparaissent substantiellement plus clairement en champ sombre. Les fines traces de graisse de l'empreinte digitale (Fig. 4, d.) deviennent clairement visibles. Les saletés déjà visibles en champ clair (particules et rayures) présentent en champ sombre un contraste tellement fort qu'elles n'apparaissent sur l'image que comme des taches claires, surexposées.
En éclairage par transmission en champ sombre, il est particulièrement important de maintenir rigoureusement propres le porte-objet, le couvre-objet et les surfaces de verre du microscope, parce que tout grain de poussière contribuera par sa diffusion de la lumière au bruit de fond de l'arrière-plan. Également, les structures qui dévient la lumière ne doivent pas apparaître superposées sur plusieurs plans, sinon leurs signaux se superposent. Par suite, l'éclairage en champ sombre n'est pas approprié pour des échantillons plus épais, comme les coupes de tissus typiques.

Physiquement, l'éclairage en champ sombre est décrit comme un éclairage pour lequel la tache de diffraction la plus intense (voir figure de diffraction) ne pénètre pas dans le plan focal arrière de l'objectif. Seuls des rayons déviés, par exemple des maxima secondaires de la figure de diffraction, participent à la formation de l'image,. 

### Microscopie en champ sombre hors de la microscopie optique
Les concepts de champ sombre et de champ clair sont transposables à des domaines où l'image n'est pas formée par la lumière, mais par d'autres types de signaux. On distingue ainsi les cas où les signaux émis sans déviation atteignent le détecteur de signaux (champ clair), ou ne l'atteignent que quand ils ont été déviés par l'échantillon (champ sombre). On a ainsi des procédés en champ sombre par exemple en microscopie électronique (voir microscope électronique en transmission à balayage) et en microscopie acoustique.

## Éclairage en champ sombre pour les microscopes par transmission actuels

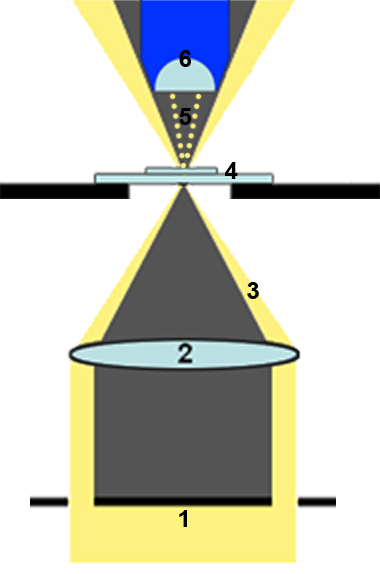
5 - Microscope en champ sombre avec diaphragme central. L'éclairage vient ici d'en dessous, et est représenté en jaune. La partie occultée par le diaphragme central est représentée en gris foncé. 1 - Diaphragme central, 2 - Condenseur, 3 - Cône lumineux, 4 - Plan de l'échantillon, 6 - Objectif.

La possibilité la plus simple avec un microscope par transmission normal avec source lumineuse, condenseur et objectif avec illumination de Köhler pour faire un éclairage en champ sombre consiste en une fermeture étroite du diaphragme du condenseur, et à un décalage latéral suffisant pour que plus aucune lumière directe ne tombe sur l'objectif. L'éclairage n'a plus lieu que d'un côté. Cependant, les microscopes modernes n'ont généralement pas la possibilité de déplacer le diaphragme relativement au condenseur.

### Bases communes
De meilleures qualités d'image sont obtenues avec un condenseur centré au moyen d'une installation complémentaire. Cette installation complémentaire limite l'éclairage de l'échantillon à un cône lumineux (en jaune sur la fig. 5). La partie interne du cône n'est pas éclairée (en gris foncé). Le cône provenant du condenseur est focalisé sur le plan de l'échantillon, et s'élargit ensuite dans le cas le plus simple, si bien que la lumière non déviée passe entièrement à côté de l'ouverture de l'objectif, et l'arrière-plan de l'image reste sombre. Pour pénétrer dans l'objectif, la lumière doit avoir été déviée par l'échantillon à observer, et elle forme ainsi une image avec des structures claires sur un fond sombre. Tous les éclairages par transmission à fond sombre actuels forment un cône de lumière, cependant, celui-ci ne traverse pas toujours la totalité de l'échantillon : il arrive souvent que la lumière non déviée soit renvoyée par réflexion totale à la surface de la lamelle couvre-objet.
Pour créer le cône de lumière de l'éclairage, on utilise deux procédés différents. Un diaphragme central sous le condenseur est facile à fabriquer et à manipuler, bon marché et donc largement répandu. Ce procédé s'applique surtout aux objectifs de faible grossissement, pour lesquels on peut ajuster l'épaisseur du cône lumineux à l'objectif utilisé par simple changement. Des condenseurs spéciaux pour le champ sombre utilisent plus à fond la lumière au moyen de miroirs et peuvent être adaptés aux exigences d'objectifs à grossissements supérieurs, par l'immersion. La qualité de l'image en est meilleure.
Quand le cône lumineux d'éclairage passe à travers l'échantillon, comme sur la Fig. 5, il faut qu'il évite l'entrée de l'objectif. Un éclairage en champ sombre n'est possible que si l'angle de la lumière sortant du condenseur (angle d'ouverture) est plus grand que l'angle de la lumière captée par l'objectif. Plus l'angle d'ouverture de l'objectif ou du condenseur est grand, meilleure est la résolution maximale possible. Au lieu de l'angle d'ouverture, on utilise souvent pour les objectifs et condenseurs l'ouverture numérique, qui peut atteindre 0,95 sans immersion, et avec immersion dans l'huile jusqu'à environ 1,4. Pour l'éclairage en champ sombre, il faut que l'ouverture numérique du condenseur soit supérieure à celle de l'objectif utilisé. Sans immersion du condenseur, l'utilisation du champ sombre est limitée à des objectifs d'ouverture numérique de 0,75 au plus. Les objectifs au grandissement de 40×, que l'on utilise sans immersion ont couramment une ouverture numérique de 0,65.

### Éclairage avec diaphragme central

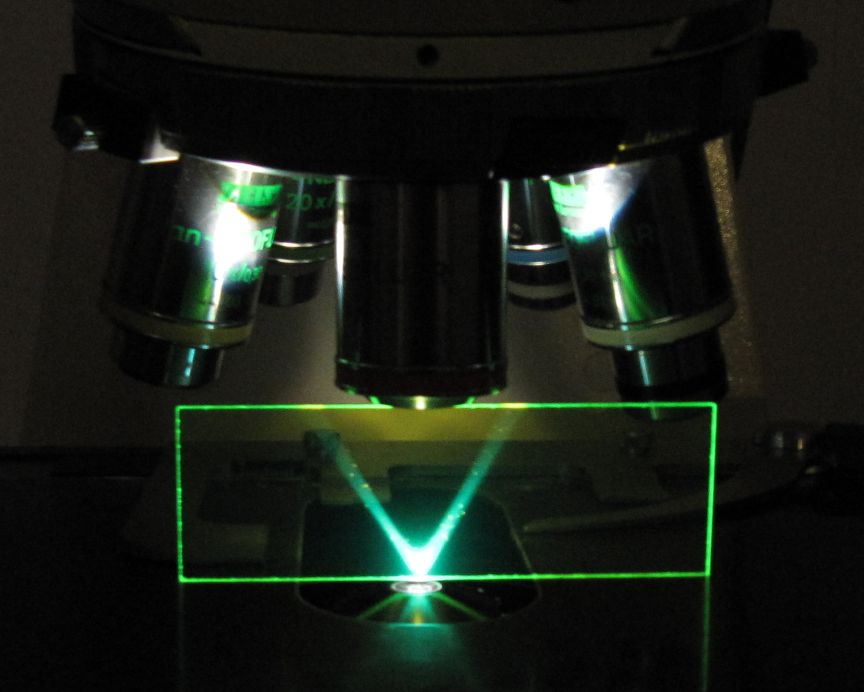
6 - Cône lumineux pour l'éclairage en champ sombre, formé avec un diaphragme central. Un porte-objet coloré a été disposé verticalement dans le trajet des rayons pour le rendre visible. L'éclairage vient du dessous du condenseur et passe en haut sur le côté de l'objectif. Pour l'étude, on dispose l'échantillon sur la platine en sorte qu'il soit au point le plus brillant.

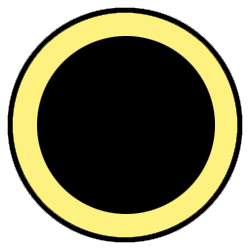
7 - Le diaphragme central, vu ici de dessus, est opaque au centre (noir), transparent sur le bord (jaune).

Un diaphragme annulaire est ici utilisé sur un microscope autrement normalement à champ clair. Ce diphragme (1 sur la Fig. 5) présente un bord ou anneau transparent, et diminue ainsi l'éclairage obtenu par un condenseur (2) normal en un cône lumineux (3). Pour utiliser l'ouverture du condenseur au mieux, on en utilise une partie allant le plus loin possible vers l'extérieur. Plus l'ouverture de l'objectif utilisé est grande, plus grand doit être le diamètre de la surface opaque centrale, et l'éclairage en diminue d'autant. De la platine avec le porte-objet (4), la lumière évite ainsi de passer  par l'objectif (6). La lumière atteignant l'objectif doit avoir été déviée par les structures de l'échantillon (5). Le diaphragme central peut être inséré comme un tiroir sous la lentille du condenseur d'un microscope par transmission normal,,.
Le microscope à contraste de phase plus répandu repose sur un phénomène optique totalement différent, mais on y utilise aussi des diaphragmes. Ces diaphragmes annulaires sont souvent désaffectés en diaphragmes pour champ sombre. Les diaphragmes annulaires pour le contraste de phase sont disposés en sorte que le cône lumineux pénètre dans l'objectif, pour un réglage convenable, contrairement au cas de l'éclairage par champ sombre. C'est pourquoi, pour un objectif donné, on ne peut utiliser des diaphragmes annulaires pour contraste de phase comme diaphragmes de champ sombre que s'ils sont calculés pour des objectifs de plus grande ouverture. Par exemple, un diaphragme annulaire pour contraste de phase pour un objectif à immersion d'huile de 100× pourra être utilisé comme diaphragme pour champ sombre avec des objectifs de 10× ou 20× sans immersion, parce que les objectifs à immersion dans l'huile ont une plus grande ouverture.

### Condenseurs pour champ sombre

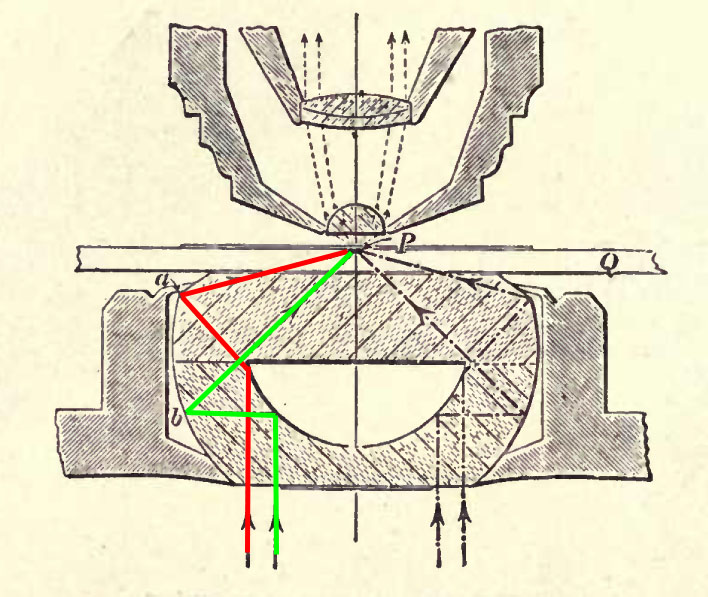
8 - Condenseur pour champ sombre dans un dessin de 1910. Le trajet des rayons imite celui d'un condenseur plus moderne à cardioïde. Des lignes rouges et vertes sont ajoutées, pour souligner le trajet des rayons présenté dans l'original. La lumière entre par-dessous dans le corps en verre, puis est réfléchie vers l'extérieur sur une surface réfléchissante convexe. Là, elle tombe sur une surface réfléchissante concave, qui envoie les rayons en direction de l'échantillon (P). Le porte-objet (Q) repose directement sur le condenseur (avec interposition d'huile d'immersion), si bien que les rayons passent ici tout droit. La lumière qui n'est pas déviée par l'échantillon passe à côté de l'objectif. Pour le rayon vert, sur ce dessin, ceci n'est le cas que quand il n'y a pas d'huile d'immersion entre la lamelle et l'objectif : dans ce cas il est réfracté à la surface entre la lamelle et l'air en sorte qu'il n'atteint pas l'objectif.

Pour des exigences particulièrement élevées dans la qualité des images, on utilise au lieu de diaphragme central un condenseur à champ sombre spécial. Il y en a à sec, et d'autres à immersion, pour lesquels l'intervalle entre le condenseur et le porte-objet est rempli d'huile à immersion ou d'eau. Ceci permet une plus grande ouverture, et par conséquent une plus haute résolution. En outre, un condenseur à immersion fournit un meilleur contraste, parce qu'il évite les réflexions à la surface supérieure du condenseur et à la surface inférieure du porte-objet, réflexions qui contribuent à l'éclaircissement du fond. Sa manipulation est cependant plus délicate, parce que l'huile par exemple nécessite des opérations soigneuses de nettoyage. L'inconvénient des deux sortes de condenseurs pour champ sombre par rapport au diaphragme central est la complication du changement entre champ clair et champ sombre, puisqu'il faut pour cela changer le condenseur. Les condenseurs à champ sombre à sec sont appropriés pour des objectifs avec des ouvertures numériques jusqu'à 0,65-0,75, alors que les condenseurs à immersion peuvent être utilisés avec des objectifs à ouverture numérique jusqu'à 1,2,.
Les condenseurs à champ sombre sont pour la plupart des condenseurs cardioïdes,. Dans ce cas, un miroir central en voûte convexe conduit la lumière incidente vers l'extérieur sur un miroir concave disposé tout autour, ce qui crée un cône de lumière (Cf. le dessin comparable de 1910, à droite). Le miroir concave a idéalement une surface formée en cardioïde, d'où le nom. Pour des raisons techniques d'usinage, cette surface est cependant formée en sphère, sans que cela amène de perte notable en qualité. Un condenseur paraboloïde a par contre la forme d'un paraboloïde tronqué. La lumière n'est ici réfléchie qu'une fois, par réflexion totale (Cf. paraboloïde de verre de Wenham, fig. 11), ce qui forme à nouveau un cône de lumière issu de tout le bord,,.
Pour s'assurer que l'ouverture numérique de l'objectif est plus petite que celle du condenseur, on peut ajouter un objectif où un diaphragme à iris permet d'ajuster l'ouverture. On peut ainsi la régler exactement au diamètre intérieur du cône d'éclairage, pour éliminer complètement ce dernier,.
Les condenseurs cardioïdes et paraboloïdes sont appelés condenseurs catoptriques, car la déviation de la lumière est effectuée par réflexion, tandis que pour les condenseurs dioptriques, elle est provoquée par des lentilles de verre.

### Champ sombre par transmission en stéréomicroscopie
On dispose aussi d'éclairages en champ sombre pour les stéréomicroscopes. L'installation d'éclairage est incorporée dans le statif (pied). À part la source lumineuse proprement dite (par exemple une lampe halogène), on y trouve un cache central et des surfaces réfléchissantes verticales extérieures permettant la formation d'un cône d'éclairage. Le principe correspond en gros au condenseur à miroir décrit plus haut. L'échantillon est déposé sur un porte-objet en verre, qui ferme le statif en haut. L'image se compose à partir de rayons qui ont été déviés par l'échantillon par réflexion, diffraction ou réfraction. Typiquement, on peut remplacer le cache central par un verre dépoli, si bien que la vision en champ clair est également possible. Les miroirs latéraux renvoient toujours autant de lumière en oblique sur l'échantillon, mais ceci ne conduit plus à des effets visibles, en raison de la luminosité bien plus grande du champ clair.

9 - Stéréomicroscope de Wild Heerbrugg avec éclairages en champ clair ou sombre dans le statif. En champ clair, la lumière est répartie par un verre dépoli. En champ sombre, un cache central supprime la lumière directe sur l'échantillon. Seuls les rayons réfléchis par les miroirs extérieurs forment un cône d'éclairage. Le porte-échantillon est enlevé sur les deux images de droite.
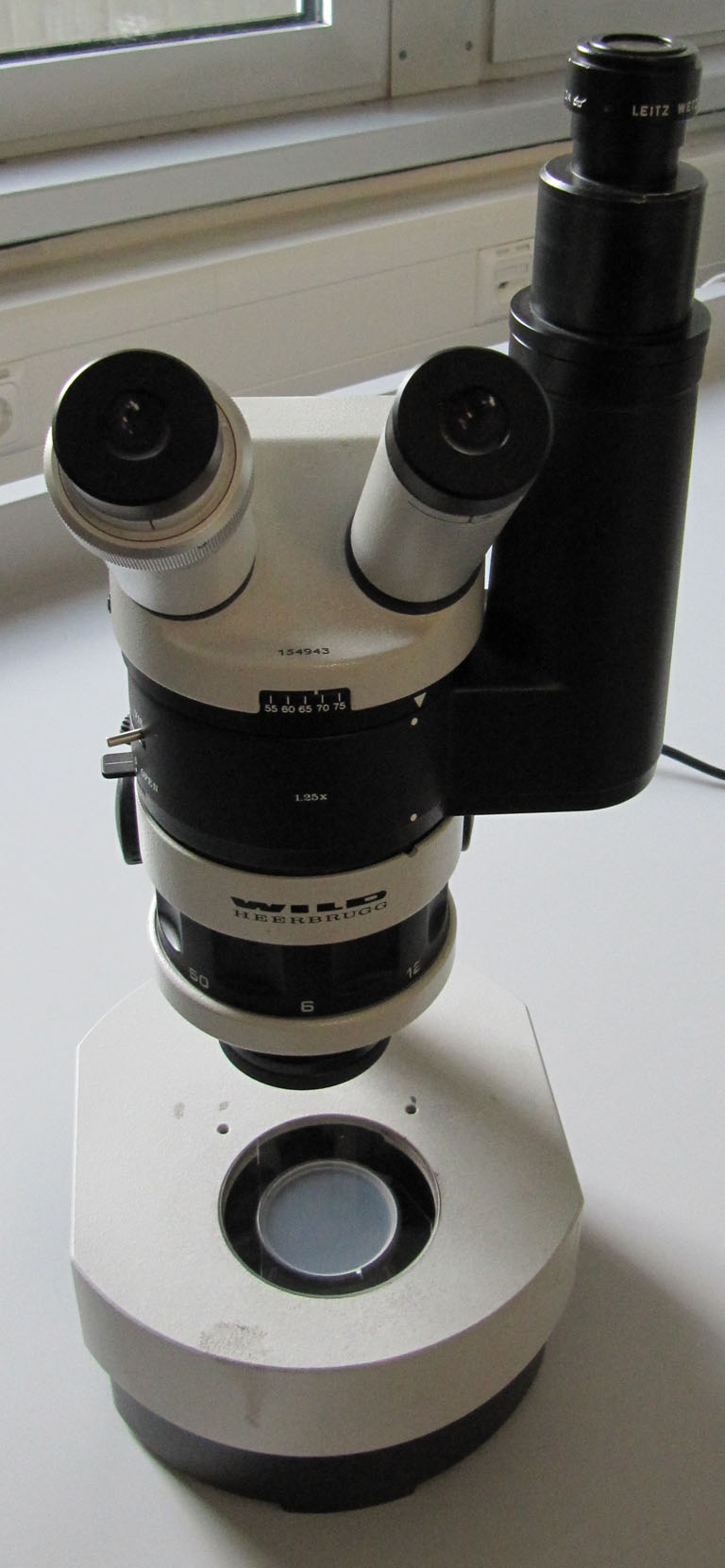
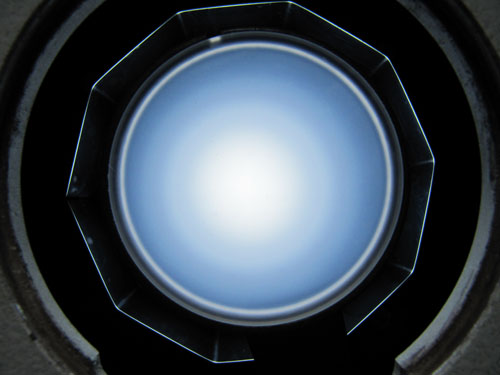
Champ clair
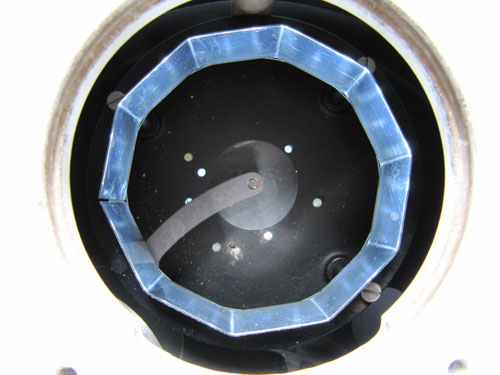
Champ sombre

## Premiers essais d'observation en champ sombre par transmission

### Avant 1900

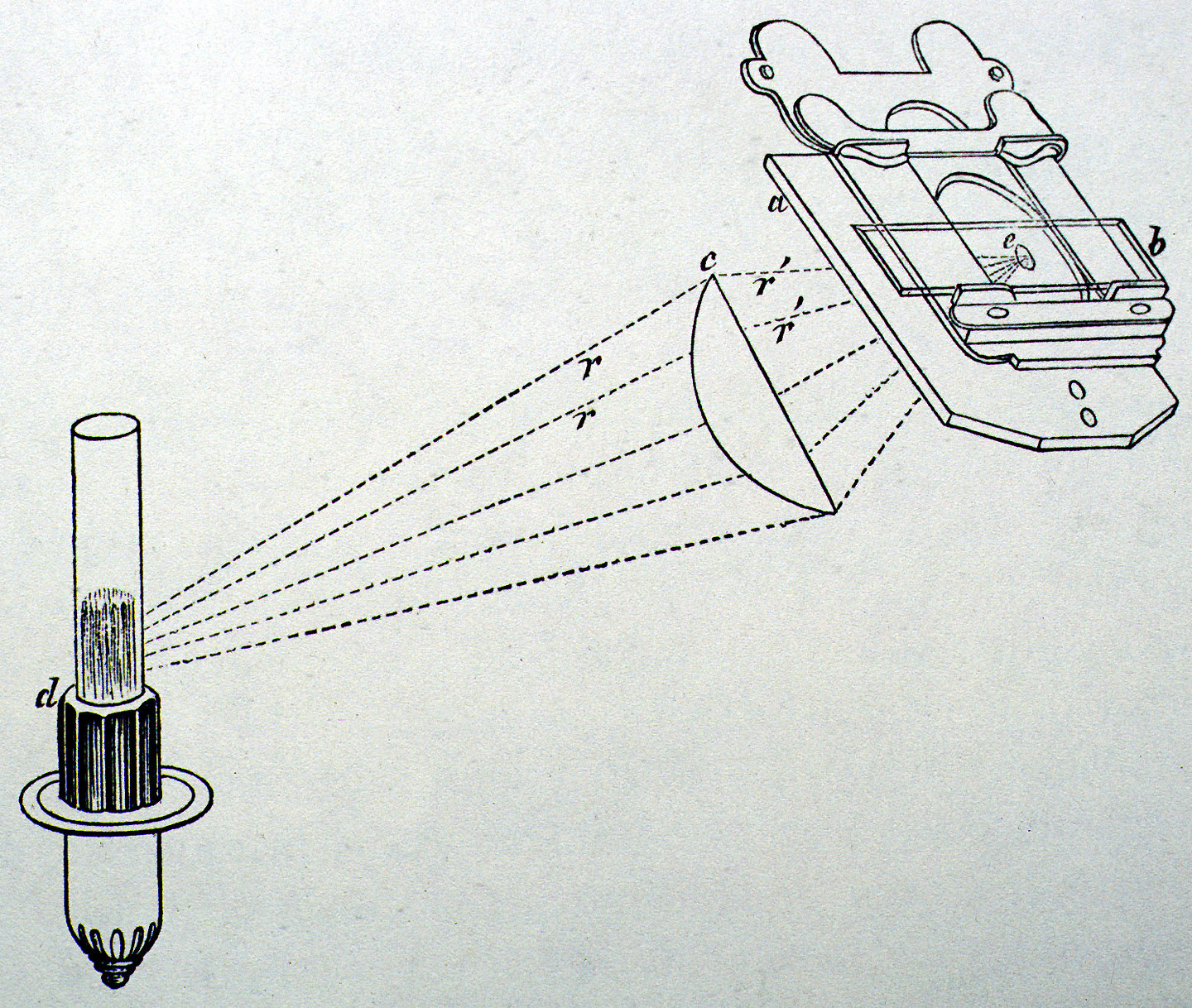
10 - Éclairage selon Reade (1837), décrit par Queckett, 1852. Représentés : à gauche, la source de lumière d, la lentille du condenseur c et à droite la platine a b avec l'échantillon e, mais pas l'objectif ni les autres pièces du microscope.

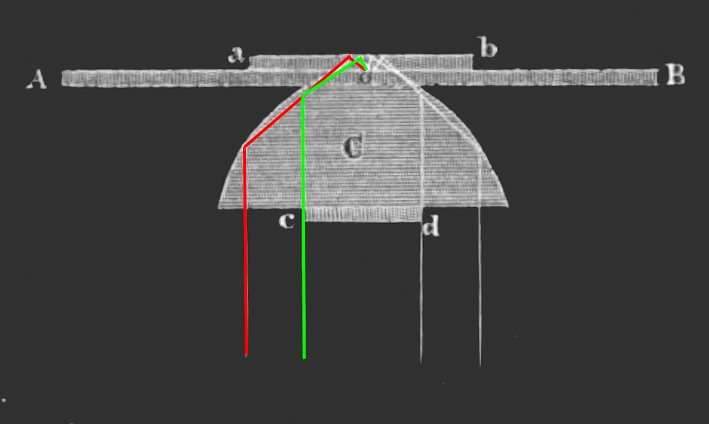
11 - Le paraboloïde de verre de Wenham représenté par P. Harting (1859). L'éclairage vient du dessous, l'objectif se trouve au-dessus de ce dispositif. Les lignes rouge et verte tracées ultérieurement explicitent les rayons supposés dessinés par Wenham, avec réflexion totale sur la lamelle et éclairage de l'échantillon par le haut. a b, lamelle. A B, porte-échantillon. C, coupe du paraboloïde. c d, plaque noircie qui empêche la transmission directe de la lumière. En o, l'échantillon entre porte-échantillon et lamelle.

Dès le XVIIe siècle, la microscopie en champ sombre a été utilisée par Antoni van Leeuwenhoek, Robert Hooke et Christian Huygens pour observer les composants du sang ou de petits êtres vivants. Mais il n'a pas été fait usage d'appareillages spéciaux. La source lumineuse, par exemple une bougie, a été mise à une position où aucune lumière ne tombait directement sur l'objectif.
Déjà avec un miroir d'éclairage placé fortement en oblique, la microscopie en champ sombre est possible. Le premier à décrire un appareillage spécial pour l'éclairage en champ sombre fut en 1837 Joseph Bancroft Reade (1801–1870), dont le procédé est décrit dans le « Practical treatise on the use of the microscope » de John Queckett comme Background illumination en 1852. La source de lumière était placée de côté, une lentille concentrait la lumière sur l'échantillon en sorte que la lumière non déviée passe à côté de l'objectif. Au cours du XIXe siècle, d'autres systèmes d'éclairage ont été développés par une série d'auteurs. Comme la réfraction sur des surfaces de verre conduit à des aberrations chromatiques, qui sont particulièrement gênantes en champ sombre, on a mis au point des condenseurs à miroirs, puisque cette aberration n'a pas lieu dans la réflexion. La réflexion a lieu soit par des surfaces réfléchissantes, soit par réflexion totale,.
Entre 1852 et 1856, Francis Herbert Wenham (en) (1824–1908) décrivit dans plusieurs travaux divers principes d'éclairage en champ sombre. Outre un éclairage par le côté (avec un effet voisin de celui de Reade), il y avait des condenseurs avec une source lumineuse axiale, notamment un paraboloïde creux, argenté et un paraboloïde en verre massif, dans lequel la réflexion a lieu par réflexion totale (voir figure). Le porte-objet était en contact direct avec le condenseur. L'échantillon était plongé dans du baume du Canada ou un autre liquide. Entre la lamelle et l'objectif, de l'air. Le principe de la réfraction, qui est essentiel pour un éclairage en champ sombre efficace de petits objets, n'était alors pas compris. Wenham supposait donc que les effets observés étaient à rapporter au fait que l'échantillon était éclairé par le dessus, c'est-à-dire par de la lumière renvoyée par réflexion totale sur la lamelle,,.

### À partir de 1900 environ
Jusqu'à la fin du XIXe siècle, la microscopie en champ sombre était utilisée certes par des amateurs, mais peu dans le domaine scientifique, car elle ne fonctionnait pas avec des objectifs à haut grandissement (avec une grande ouverture numérique). À la fin du XIXe siècle, les travaux d'Ernst Abbe permirent de comprendre les bases optiques comme la réfraction. W. Gebhardt, chez Zeiss, proposa pour l'appareil d'Abbe un diaphragme central pour l'éclairage en champ sombre, qui a été repris en production par Zeiss en 1898. Si l'on utilisait l'immersion entre le condenseur et le porte-objet, on pouvait utiliser des objectifs à sec avec une ouverture jusqu'à 0,95. Pour un temps, ce diaphragme central a été livré avec tous les microscopes, mais comme il ne trouvait pas d'écho chez les clients, cette expérience a été arrêtée. La firme Wiener Mikroskopfirma Reichert a proposé une solution semblable.
La découverte de l'agent de la syphilis donna un élan à la microscopie en champ sombre à partir de 1906, parce qu'elle permettait une bonne représentation des spirochètes, dont cet agent fait partie. Plusieurs grandes firmes de microscopes mirent au point des condenseurs à champ sombre améliorés. Celui de Karl Reichert (de) comprenait un diaphragme central de diamètre ajustable. Henry Siedentopf (de) mit au point pour Zeiss en 1907 un condenseur à paraboloïde. Le schéma correspondait certes au paraboloïde de verre de Wenham avec obscurcissement au centre de la face inférieure du paraboloïde, mais les techniques de fabrication améliorées ont permis d'augmenter la qualité optique au point que les ouvertures intérieures et extérieures du cône d'éclairage étaient de 1,1 et 1,4. Sur la base des travaux d'Abbe, il était clair que la réfraction a une part décisive de la formation de l'image, et que la réflexion totale sur la lamelle ne sert qu'à empêcher l'entrée de lumière non déviée dans l'objectif. Dans une réalisation ultérieure, le soi-disant Condenseur à champ clair-sombre, l'opacité centrale pouvait être enlevée au moyen d'un levier, si bien qu'un changement rapide entre champ clair et champ sombre était possible.
Les approches décrites jusqu'à présent reposent sur le fait que l'échantillon est éclairé avec une ouverture numérique plus grande, donc un angle plus grand, que celle qui peut être acceptée par l'objectif. Mais l'approche inverse est aussi possible : l'échantillon est éclairé par un cône plein de faible ouverture numérique (par exemple 0,2). Là-dessus, on peut installer des objectifs à grandissement maximum, parce que l'ouverture numérique, l'angle d'ouverture, peuvent être arbitrairement grands, et substantiellement plus grands que le cône d'éclairage. La lumière non déviée par l'échantillon n'occupe qu'une région centrale de l'objectif, la partie extérieure restant libre de toute lumière directe d'éclairage. La lumière non déviée est supprimée quasiment après coup, dans ou derrière l'objectif, à un endroit convenable. Ceci a été appelé "disposition conaxiale" ou "champ sombre central" et compté parmi les méthodes ultramicroscopiques (Cf. infra). Un inconvénient de cette approche est que l'échantillon est soumis à des puissances lumineuses substantiellement plus importantes que par exemple avec un diaphragme central dans le condenseur, ce qui provoque pour des échantillons formés de beaucoup d'éléments des images gênantes de déviation multiple,.
Henry Siedentopf a utilisé pour un système de ce genre mis au point par lui un objectif où la face arrière de la lentille frontale (le premier élément en verre de l'objectif) normalement sphérique, est meulée à plat, et laquée de noir. Carl Metz (1861–1941), chez Leitz a mis au point en 1905 un système avec des objectifs à immersion d'huile, où un diaphragme à piston (ou à entonnoir) pouvait être introduit de l'arrière dans l'objectif. Il était ainsi possible d'utiliser le même objectif sans diaphragme pour les applications en champ clair, sans perdre de brillance. Mais l'ajustement en était difficile.
Wladimir Sergejewitsch Ignatowski a mis au point pour Leitz un condenseur à champ sombre possédant deux surfaces réfléchissantes, mais plus simple à manipuler que les modèles précédents. Il a été vendu à partir de 1907. Le dessin en coupe d'un modèle perfectionné de 1910, mis au point par Felix Jentzsch a servi de modèle pour le logo de la firme Leitz.
Henry Siedentopf chez Zeiss a aussi projeté un condenseur à deux surfaces réfléchissantes, qui était très semblable au modèle perfectionné d'Ignatowski. Pour des raisons théoriques, la deuxième surface réfléchissante devait être en coupe une cardioïde. Mais des surfaces en cardioïde sont très difficiles à usiner. À la place, on a utilisé une surface sphérique, qui dans le cadre des tolérances d'usinage a donné le même effet. Néanmoins, l'appareil de Zeiss a été vendu sous le nom de « condenseur cardioïde ».

## Résumé des avantages et inconvénients de l'éclairage en champ sombre par transmission
Avantages
- Des petits objets, même sans coloration peuvent être observés avec un fort contraste, surtout en faible concentration pour des échantillons minces.
- Des objets en dessous de la limite de résolution sont aussi visibles, si l'éclairage est suffisamment fort[1].
- Certaines formes de l'éclairage en champ sombre, notamment à faible grandissement, sont très faciles à réaliser, sans coût notable.
- Pour l'éclairage en champ sombre, il ne se produit pas, contrairement à l'éclairage en champ clair,  de phénomènes entoptiques, traînées dont l'origine est dans l'œil et qui jettent une ombre sur la rétine[2].

Inconvénients
- Les surfaces des objets produisent des effets par le changement d'indice de réfraction, mais pas un intérieur homogène, si bien que l'on ne voit sur l'image que les contours.
- Pour des échantillons plus épais, ou des échantillons avec des objets multiples, la technique est moins appropriée, parce que de nombreux signaux issus de divers plans de mise au point s'opposent à l'effet de champ sombre[1].
- Des impuretés sur le trajet des rayons conduisent aussi à l'apparitions de signaux gênants, si bien que les exigences de propreté sur l'appareil et l'échantillon sont très élevées.
- Pour des exigences plus élevées, il faut des condenseurs spéciaux, parce que les réflexions entre les différentes lentilles des condenseurs normaux diminuent l'effet de champ sombre.
- Comme l'ouverture soit du condenseur, soit de l'objectif doit être réduite, la résolution est diminuée par rapport au champ clair et aux autres méthodes de renforcement du contraste, comme le contraste de phase ou le contraste interférentiel.

## Illumination de Rheinberg
| |  |  |

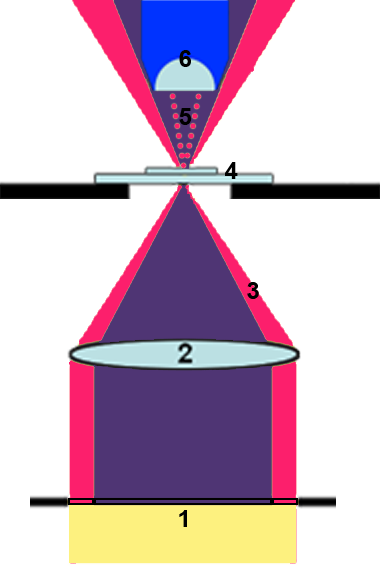
12 - Schéma de l'illumination de Rheinberg, à comparer avec l'illumination en champ sombre avec diaphragme central (Fig. 5).

| 13 - Diatomées en illumination de Rheinberg. À gauche, les couleurs correspondent à celles de la fig. 12, à droite, un autre échantillon, avec un autre jeu de filtres colorés. |  |  |

L'illumination de Rheinberg est une variante de la microscopie en champ sombre avec diaphragme central, décrite pour la première fois en 1896 à Londres par Julius Rheinberg. Le diaphragme central y est remplacé par un filtre rond en deux couleurs concentriques :  une couleur forme un anneau externe, et correspond à l'anneau clair de l'éclairage habituel. Pour que la lumière qui y passe tombe sur l'objectif, il faut qu'elle ait été déviée par l'échantillon. La région centrale, habituellement opaque, est remplacée par une deuxième couleur. Elle définit la couleur du fond. Il se produit alors des images parfois très esthétiques, sans que des structures additionnelles n'apparaissent,,.
Zeiss a fourni de 1939 jusqu'à après la seconde Guerre mondiale un ensemble de condenseurs sous le nom de « Mikropolychromar », avec lequel il était possible d'effectuer une illumination de Rheinberg. Un éclairage à champ clair central et un à champ sombre pouvaient être teintés par divers filtres. Zeiss recommandait cet ensemble pour « faciliter l'étude d'échantillons non colorés à faible contraste. » Gerlach (2009) écrivait sur cette installation qu'elle avait eu « sûrement avant l'introduction du micoscope à contraste de phase une certaine importance. » La firme Reichert diffusa sous le nom d'« opticolor » une solution basée sur un condenseur à miroir, qui permettait aussi une illumination de Rheinberg.
Avec des filtres de Rheinberg de trois couleurs, les échantillons sont représentés avec des effets particuliers, clairement structurés. L'anneau extérieur est divisé en quadrants de 90°, dont les voisins sont de couleurs différentes, les opposés de même couleur. Le cercle interne est teinté de la troisième couleur. L'anneau extérieur bicolore fait que des structures orientées dans l'image sont colorées différemment des structures perpendiculaires. On prend comme exemples des échantillons tels que des diatomées, ou des fibres textiles.

## Microscopie en champ sombre par réflexion

### Disposition classique

14 - Éclairage en champ sombre par réflexion. Un cylindre d'éclairage (1, jaune vif) est projeté par le miroir (2) sur la partie extérieure d'un objectif spécial, où il est réfléchi par un miroir concave (3), pour que l'échantillon (4) soit éclairé par un cône d'éclairage. Les lentilles de l'objectif (turquoise) ne recueillent que de la lumière déviée par la surface de l'échantillon (5, jaunâtre).

Pour l'éclairage par réflexion, la lumière est projetée sur l'échantillon du même côté que l'objectif. Ce procédé est utilisé pour des matériaux opaques, par exemple pour des minéraux ou des tests de matériaux. En champ clair, l'éclairage peut être fait par le même chemin dans l'objectif que l'observation.
Pour l'étude en champ sombre, les trajets lumineux de l'éclairage et de l'observation sont séparés : les objectifs spéciaux ont une région externe supplémentaire, réservée au trajet des rayons d'éclairage (voir fig. 14). La région centrale correspond à un objectif normal, et ne sert en champ sombre qu'à l'observation. La région externe correspond au condenseur. La lumière (1-2 sur le schéma) tombe sur un miroir concave en anneau dans la partie externe (3), qui la renvoie en oblique sur l'échantillon en la concentrant (4). Si l'échantillon était un miroir plan, la lumière réfléchie reviendrait complètement dans la partie externe de l'objectif, et l'image serait sombre. Seule de la lumière déviée par des structures superficielles comme des rayures peut atteindre l'objectif (5).
Sur certains objectifs par réflexion en champ sombre, il est possible de cacher ou d'ouvrir des secteurs individuels de l'anneau d'éclairage. Ceci permet de renforcer la formation d'ombres si bien que des structures qui se développent dans une certaine direction sont mieux visibles. Dans les installations dénommées ultropak, il est possible de régler en hauteur l'anneau condenseur situé autour de l'objectif, afin d'éclairer au maximum certains plans de l'échantillon. Pour des grandissements faibles, il est possible d'atteindre la luminosité de source nécessaire avec une source latérale, par exemple, par des éclairages à fibre optique.
Les structures superficielles, comme les rayures, se détachent clairement du fond par réflexion et en champ sombre, parce que la lumière qui y est réfléchie ou diffusée est dirigée en partie vers la partie centrale de l'objectif. Ces structures sont donc claires sur un fond sombre. L'éclairage par réflexion en champ sombre est donc particulièrement indiqué pour l'étude des surfaces, par exemple en sciences des matériaux. Ce système est largement utilisé. Contrairement à l'éclairage par transmission en champ sombre, on peut utiliser l'éclairage par réflexion en champ sombre avec les objectifs les plus forts. Pour éviter des réflexions indésirables, on travaille si possible sans lamelle.

### Éclairage en champ sombre par réflexion dans les stéréomicroscopes
Dans les stéréomicroscopes, on peut réaliser un éclairage en champ sombre par réflexion, en faisant arriver un éclairage plutôt rasant sur la surface, si bien que la lumière réfléchie n'atteint pas l'objectif. Ceci est par exemple possible en inclinant légèrement un échantillon plan, ou en disposant habilement des sources lumineuses mobiles (lampe à col de cygne avec un long col souple). Pour l'éclairage annulaire de tous côtés, il y a des lampes annulaires spéciales, avec un angle des rayons de 60°, que l'on dispose à une faible distance de 5–15 mm au-dessus de l'échantillon. L'adaptateur à champ sombre associé (tube réglable en hauteur) permet un montage sur l'objectif, en évitant la pénétration de lumière diffuse. Pour les stéréomicroscopes, l'éclairage par réflexion en champ sombre est en partie considéré comme le type d'éclairage standard.
Pour des échantillons faiblement réfléchissants, l'imagerie en champ sombre conduit à une représentation plus ou moins plastique, selon l'angle d'incidence de l'éclairage. Des conditions de champ sombre extrêmes sont obtenues avec un éclairage linéaire qui crée un ruban de lumière effleurant d'un côté la surface sous un angle extrêmement faible. La formation d'ombres provoque des photographies très contrastées, même avec de faibles variations de relief. On peut ainsi trouver simplement des empreintes digitales sur des surfaces planes et unies.

### Sidestream Dark Field Imaging

15 - Dessin schématique d'un appareil à Sidestream Dark Field Imaging, en dessous, la région portant l'objectif et l'unité d'éclairage

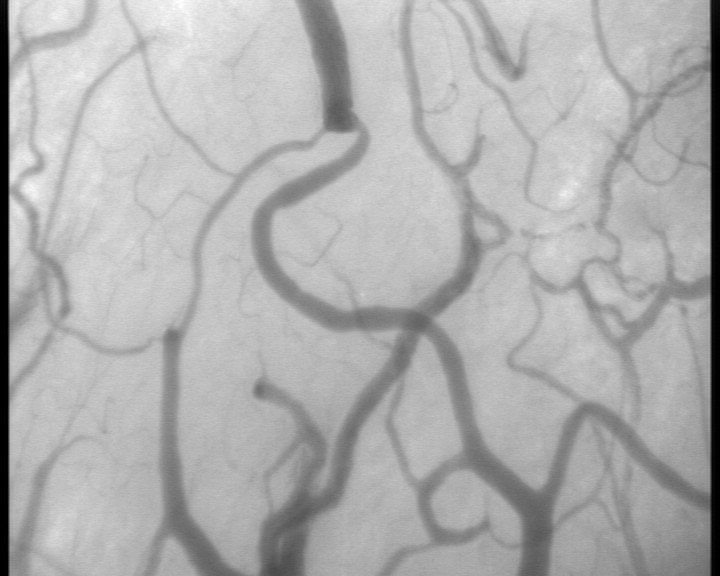
16 - Représentation de la microcirculation avec Sidestream Dark Field Imaging. Les vaisseaux sanguins se détachent en sombre sur un fond clair, parce que la lumière y est absorbée.

On appelle Sidestream Dark Field Imaging (SDF, imagerie en champ sombre avec éclairage de côté) un procédé d'étude de la microcirculation sanguine, c'est-à-dire l'étude des petits vaisseaux sanguins, jusqu'aux plus petits.  Le procédé est appliqué avec un appareillage qui permet d'étudier ces vaisseaux chez les patients, par exemple sous la langue, où il n'y a pas de couches de peau gênantes. La technique utilise un guide de lumière central, dans lequel une lentille projette l'image de l'échantillon sur un capteur photographique numérique. La lumière de photodiodes vertes (longueur d'onde de 530 nm) est projetée sur l'échantillon à partir d'un anneau autour du guide de lumière central,
La diffusion dans l'échantillon amène une distribution homogène de la lumière dans la zone observée, si bien qu'une sorte d'éclairage de fond a lieu. L'hémoglobine dans les globules rouges absorbe très fortement la lumière verte, si bien que les vaisseaux sanguins remplis de nombreux globules rouges se détachent comme des structures sombres sur un fond plus clair. La profondeur maximale de pénétration dans le tissu se situe à environ 0,5 mm,.

## Mise en évidence de particules submicroscopiques

### Bases optiques

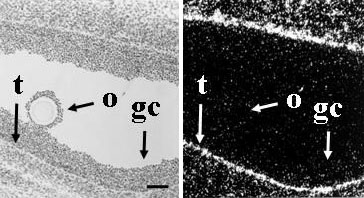
17 - Coupe de tissu après hybridation in situ de l'ARN
et démonstration de la radioactivité par création de grains d'argent. En microscopie en champ clair (gauche), on ne voit pas les grains d'argent, car ils sont trop petits pour absorber suffisamment de lumière. En champ sombre, pour la même coupe, (droite), ils apparaissent par contre clairement comme des signaux clairs (flèche t). Le trait d'échelle est de 100 µm.

En microscopie en champ sombre, la force d'un signal ne dépend pas de la dimension de la structure, mais de la quantité de lumière qu'elle dévie. C'est pourquoi on peut, comme avec la microscopie à fluorescence, trouver beaucoup de particules ou de structures qui sont plus petites que la limite de résolution du microscope utilisé. Cependant, on ne peut pas distinguer si le signal provient d'une seule structure, ou de plusieurs voisines. Il ne se produit pas une image, mais une figure de déflexion nommée fonction d'étalement du point, dont la taille dépend, elle, de la résolution du microscope.
La forme des particules (ronde, longue, anguleuse, ...) ne joue aucun rôle sur la forme et la dimension de la fonction d'étalement du point, si bien que la forme des particules n'est pas déterminable. Pour des particules plus petites, l'intensité de la lumière diminue, parce qu'elles dévient moins de lumière. Elles nécessitent donc un éclairage plus fort. L'intensité dépend aussi de la différence d'épaisseur optique (notamment de l'indice de réfraction) entre la structure et le milieu environnant, parce que plus la différence d'indices est grande, plus il y aura de lumière réfractée.

### Exemples
L'éclairage en champ sombre est utilisé dans le cadre de l'expérience de Millikan, où cette technique permet l'observation des gouttelettes d'huile dans un condensateur. Robert Andrews Millikan a reçu pour la détermination de la charge élémentaire d'un électron au moyen de cette expérience le Prix Nobel de physique en 1923.
La microscopie en champ sombre peut aussi être utilisée pour mettre en évidence des particules métalliques dans des coupes de tissus (voir aussi fig. 17).

### Ultramicroscopie
Vers 1900 le concept d'ultramicroscopie vit le jour, avec l'étude en champ sombre de particules plus petites que le pouvoir de résolution de la lumière, c'est-à-dire plus petites que 0,2 µm. La plus petite grandeur de telles particules que l'on pouvait observer dès 1902 en plein soleil dans des rubis dorés avec l'ultramicroscope était inférieure à 4 nm.
L'ultramicroscope à fente, mis au point par Henry Siedentopf und Richard Zsigmondy a été utilisé pour l'étude des colloïdes, il n'était pas approprié pour les études biomédicales. L'éclairage avait la forme d'un plan qui tombait latéralement sur l'échantillon. Ce plan était formé par une fente devant la source d'éclairage, dont les bords n'étaient séparés que par quelques centièmes de millimètres. Cette fente était diminuée d'un facteur environ 50 par un système de lentilles, et finalement projetée sur l'échantillon. La firme Zeiss offrait des ultramicroscopes à fente avec les accessoires en 1910 pour 474,50 marks-or (pour les colloïdes dans des liquides) ou 744,50 marks-or (colloïdes dans des solides),,. Pour observer spécialement des nanoparticules dans les liquides et étudier leur comportement, Richard Zsigmondy a continué à mettre au point spécialement l'ultramicroscope à fente à Göttingen, avec la firme R. Winkel GmbH, et à présenté en 1912 l'ultramicroscope à immersion.
Dans l'ultramicroscope simplifié mis au point en 1903 par Cotton et Mouton, une géométrie de l'éclairage toute différente a été utilisée. Un cône de lumière était introduit latéralement dans un prisme de verre avec des faces latérales en parallélogramme. Une réflexion totale avait lieu à la partie inférieure du prisme, ce qui renvoyait la lumière sur l'échantillon. Le porte-objet était posé directement sur le prisme avec immersion. Les rayons lumineux tombaient alors tellement en oblique sur l'échantillon qu'une réflexion totale avait encore lieu sur la surface supérieure de la lamelle, et aucune lumière directe ne tombait dans l'objectif. Seule de la lumière déviée dans l'échantillon pouvait y entrer. Ce dispositif ne pouvait pas être utilisé avec des objectifs à immersion, sinon, aucune réflexion totale sur la lamelle n'aurait eu lieu.

## Autres applications

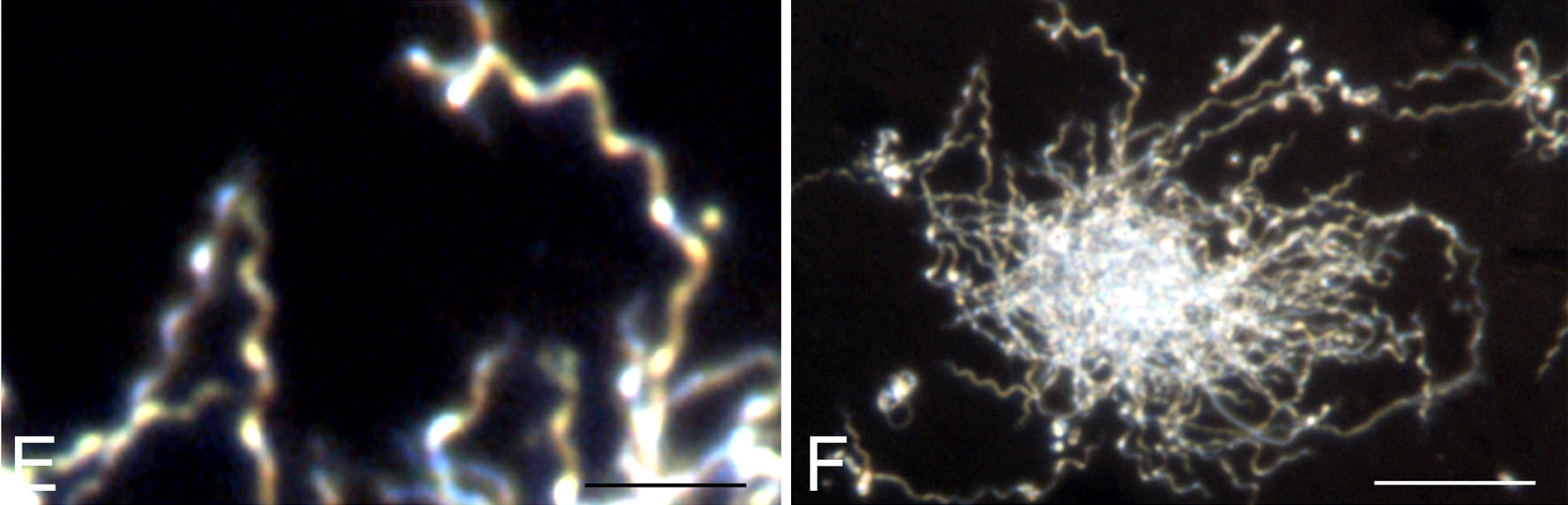
18 - Spirochètes de l'espèce Borrelia burgdorferi, pris en champ sombre. L'étalon de longueur vaut à gauche 8 µm et à droite 25 µm.

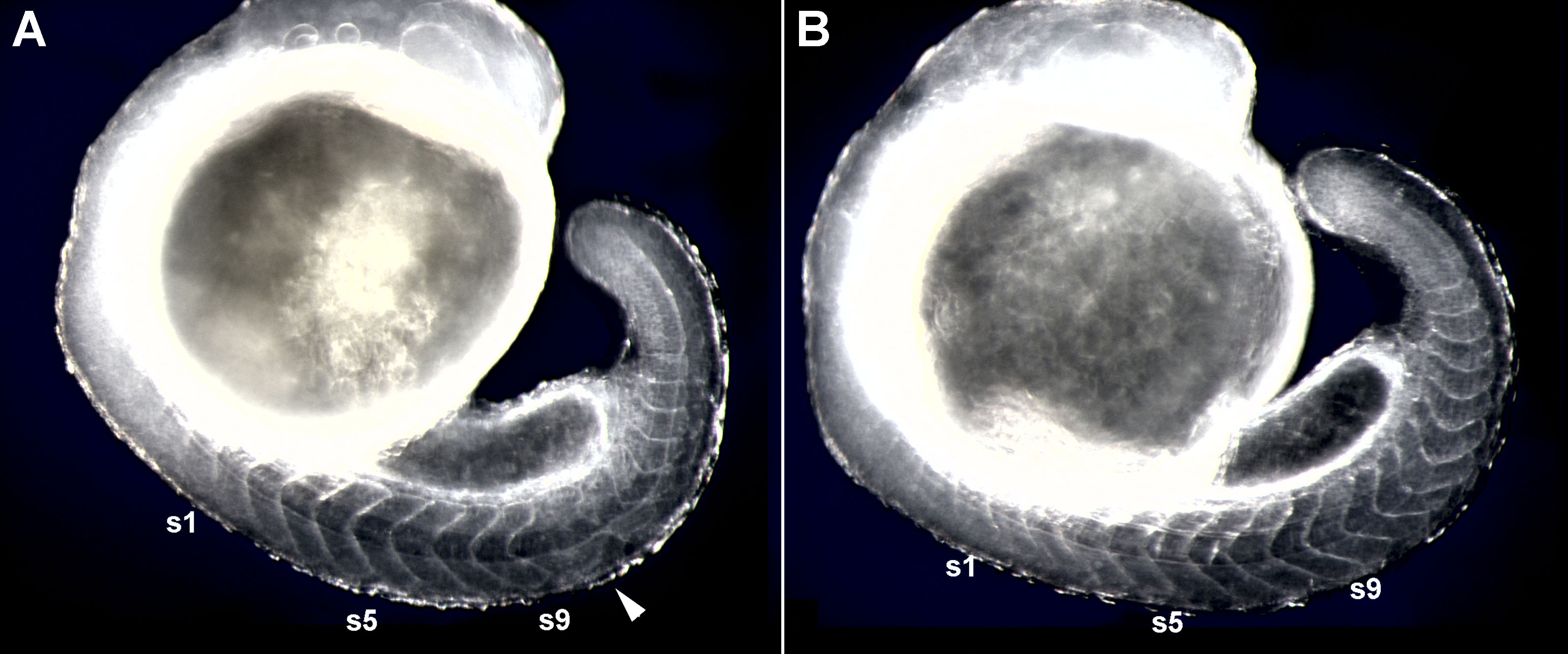
19 - Embryons de poisson zèbre en champ sombre. Les deux ont été soumis à un traitement par la chaleur. Dans celui de gauche, avec une modification dans un gène, il reste une lésion de croissance dans la séparation des segments du corps (flèche), qui peut être mise en évidence par l'éclairage en champ sombre. À droite, un embryon normal.

En raison de la résolution limitée de la microscopie en champ sombre, par rapport à d'autres procédés de renforcement du contraste comme le contraste de phase ou le contraste interférentiel, elle ne garde plus d'importance en biologie et médecine que pour quelques applications spéciales (Cf fig. 18 et 19, pour des travaux de recherche de 2007 et 2008). Par exemple, elle est toujours utilisée pour la recherche de certains microbes pathogènes en microbiologie clinique, comme les spirochètes. La capacité de détecter des structures submicroscopiques peut être utilisée pour étudier des organites et des polymères, comme les flagelles, les cils, les microtubules et les filaments d'actine.
Dans l'industrie des semi-conducteurs, la microscopie par réflexion en champ sombre est utilisée pour le contrôle de surface des wafers, pour détecter les particules de saleté. Ces contrôles ont lieu avec des objectifs à sec, et leur limite de résolution est d'environ 0,35 µm. Grâce à l'éclairage en  champ sombre, on peut même voir des particules de taille inférieure à cette limite.
En métallographie, la plupart des examens d'usinage sont faits en champ clair. En outre, on peut utiliser avec avantage le champ sombre pour visualiser les défauts de surface mécaniques (rayures, fentes, inclusions, pores ou défauts de moulage), et les joints de grains sur des surfaces polies puis attaquées à l'acide. Les couleurs des inclusions (sulfures ou oxydes) apparaissent en champ sombre plus clairement qu'en champ clair, si bien que les attributions sont plus simples.
En raison des images esthétiquement parlantes, la microscopie en champ sombre a un certain succès chez les microscopistes amateurs. Elle permet d'observer par exemple les plus petits êtres vivant dans l'eau, qui sont transparents (plancton). Voir les premières figures de l'article et les liens externes.

## Médecine non conventionnelle
L'utilisation de la microscopie en champ sombre en médecine non conventionnelle comme procédé diagnostic par étude du sang selon Günther Enderlein est censée permettre une détection précoce du cancer. Ce procédé repose sur des hypothèses sur la morphologie des microorganismes (soi-disant pléomorphisme). Une étude scientifique est arrivée en 2005 à la conclusion que la microscopie en champ sombre n'est pas appropriée au diagnostic du cancer. Un autre test sanguin en médecine non conventionnelle pratiqué en microscopie en champ sombre est le « diagnostic sanguin en champ sombre selon von Brehmer ». Celui-ci est dû au pharmacien Wilhelm von Brehmer et est aussi censé permettre la découverte précoce du cancer. La preuve de son efficacité manque néanmoins. Dans ce test, on cherche le Propionibacterium acnes, qui est un composant typique de la flore cutanée, et qui peut facilement contaminer l'échantillon de sang prélevé.